# 瑪麗·帕克
瑪麗·帕克（英語：Mary Parker，死於1692年9月22日）是1692年塞勒姆審巫案中，因被指控涉及巫術而被吊死的19名犧牲者之一。
瑪麗·帕克（出生名為瑪麗·艾耶爾）來自麻薩諸塞灣殖民地的安多弗，父親約翰·艾耶爾是麻薩諸塞的開拓者之一，瑪麗和她的兄弟姊妹有可能是在英格蘭出生，之後才和她們的父母一起來到美國。她是位55歲的寡婦，丈夫內森·帕克（Nathan Parker）死於1685年。她的女兒，莎拉·帕克（Sarah Parker）也同樣受到指控。
瑪麗·帕克受到了兩名年輕人漢娜·畢格斯比（Hannah Bigsbee）和莎拉·費爾普斯（Sarah Phelps）的指控。在面對來自法庭的質疑時，瑪麗回答「我對此事一無所知。」「那是和我有著同樣姓名且又住在安多弗的另一個女人。」瑪麗·帕克最後與瑪莎·科里、瑪麗·伊斯泰、愛麗絲·帕克、安·普德亞特爾、瑪格麗特·史考特、威爾莫特·里德和塞繆爾·沃德維爾等另外七名涉嫌使用巫術者在9月22日被集體吊死，是塞勒姆審巫案最後一批被吊死的犧牲者。尼古拉斯·諾伊斯牧師主持了這場絞刑處決。瑪麗·布拉德伯里原本會在同一天被處決，但她最後成功溜了。
根據家族史團體塞勒姆的血統2008年的調查，瑪麗·帕克是美國總統喬治·沃克·布希的10世祖。

## 延伸閱讀
- 查爾斯·溫特沃思·阿珀姆 (1980). Salem Witchcraft. New York: Frederick Ungar Publishing Co., 2 vv, v.2 pp 324–5, 480.